# Кьолн (лек крайцер, 1928)
Кьолн (на немски: Köln) е немски лек крайцер от времето на Втората световна война. Последен кораб от своя проект.
Корабът е наречен в чест на града Кьолн.

## История на създаването
Разработката на проекта за нови крайцери в рамките на Версайските ограничения започва през 1924 г. под ръководството на главния конструктор инженера Еренберг. В рамките на проекта (тип „К“) са построени три крайцера: „Кьонигсберг“, „Карлсруе“ и „Кьолн“.
Kрайцерът „Кьолн“ е заложен на 7 август 1926 г. във Военноморската корабостроителница (Reichsmarinewerft) във Вилхелмсхафен като крайцер „D“ („Ersatz Arcona“ – замяна на крайцера „Аркона“), спуснат е на вода на 23 май 1928 г. и въведен в състава на флота на 15 януари 1930 г. Тържествената реч при спуска на кораба на вода произнася обер-бургомистъра на град Кьолн доктор Конрад Аденауер – бъдещият канцлер на ФРГ.
Името си кораба носи в чест на града Кьолн, негови предшественици със същото име са лекият крайцер SMS  Cöln (1909) от типа „Колберг“, загинал в хода на Хелголандското сражение през 1914 г. и лекият крайцер SMS Cöln (1916), потопен от екипажа си в Скапа Флоу през 1919 г. Разликата в изписването на думата „Кьолн“ в имената на крайцерите от периода Германската империя и Третия райх се обяснява с това, че в периода от 1900 г. до 1919 година официално е прието изписването Cöln, в същото време, след 1919 г. – Köln.

## История на службата

### Предвоенни години
След влизането си в състава на флота новият крайцер е комплектован с моряци от списания крайцер „Амазоне“. След края на изпитанията и първият му поход крайцерът е зачислен в Разузнавателните сили на флота. Корабът участва в различни маневри, учения, походи в чуждестранни води (посещава пристанищата на Копенхаген, Лас Палмас, Сент Винсент, Санта Крус де Тенерифе, Виго, норвежки води). През март 1932 г. „Кьолн“ преминава в разпореждане на учебния отряд, има далечно плаване с посещение на портове в Сицилия, Египет, Индия, Нидерландска Индия, Австралия, Океания, Япония, Китай, Сингапур, Цейлон, Крит, Испания. За времето на похода крайцерът изминава 37 000 мили.
С началото на 1934 г. крайцерът се завръща в състава на Разузнавателните сили, занимава се с бойна подготовка, охрана на риболова, има ред походи в Атлантика. В течение на 1936 – 1937 г. три пъти има походи във водите на обхванатата от гражданска война Испания. В периода 21 – 23 март 1939 г., в състава на съединение кораби на Кригсмарине, участва в анексията на литовския град Клайпеда (Мемел). На борда на влизащия в състава на съединението тежък крайцер „Дойчланд“ се намира и Адолф Хитлер.

### Втора световна война
В началото на войната „Кьолн“ се намира в Балтийско море, но скоро заедно с леките крайцери „Нюрнберг“ и „Лайпциг“ е предислоциран в Северно море, където участва в постановката на системата отбранителни минни заграждения „Вествал“. До май 1940 г. корабът е флагман на Разузнавателните сили под командването на контраадмирал Гюнтер Лютиенс, прикрива минните постановки, излиза в морето в състава на съединения от тежки кораби с цел залавяне на съдове с неутрална контрабанда, нападение на корабите на британския северен патрул, а също и примамване на британските кораби под ударите на Луфтвафе и подводниците на Кригсмарине.
По време на провеждането на операцията „Weserübung“ за превземане на Дания и Норвегия „Кьолн“ става флагман на „Група 3“ под командването на контраадмирал Хуберт Шмунд. По време на тази операция загиват двата систършипа на „Кьолн“ – „Карлсруе“ е силно повреден от торпедо на британска подводница на обратния му път за Германия, а „Кьонигсберг“ става жертва на нападение на британската морска авиация. „Кьолн“ не загива по време на същото нападение само поради това, че адмирал Шмунд решава да изведе неповредените кораби в съседен фиорд.
До февруари 1941 г. „Кьолн“ поставя минни заграждения, а след това е прекласифициран на учебен кораб, както и всички оцелели леки крайцери на Германия. Основните им задачи са:
- Първоначално обучение на основите на корабната служба на новобранците от строевите и техническите специалности;
- Корабна практика на абсолвентите на училищата за подофицери;
- Корабна практика на курсантите от военноморските училища;
- Използването на крайцерите като кораби-мишени и провеждането на различни експерименти и изпитания[1].

По-голямата част от екипажа на крайцера се комплектова с курсанти-стажори.
През септември 1941 г. заедно с крайцера „Нюрнберг“ влиза в състава на т. нар. „Балтийски флот“, със задача недопускането на пробив на блокадата от съветските кораби от Финския залив в случай на падането на Ленинград. Предполагаемото сражение не се състои.
През октомври на същата година крайцерът обстрелва позициите на съветските войски на остров Даго.
След ремонт през, юли 1942 г., „Кьолн“ отново пристига в Норвегия. Не участва в непосредствени бойни действия, след Новогодишния бой на 31 декември 1942 г., както и някои от другите тежки кораби на Кригсмарине, приготвяйки се за списване. На 17 февруари е изведен от състава на флота и поставен на консервация.
През януари 1944 г. корабът е отбуксиран в Кьонигсберг. На 1 юли 1944 г. е разконсервиран за учебен кораб за курсантите на военноморското и инженерното училища. През октомври участва в минни постановки в балтийските проливи, при входа на Скагерак.
В течение на периода край на 1944 – начало на 1945 г. нееднократно е подлаган на бомбардировки от съюзническата авиация в Осло, Кил и Вилхелмсхафен.
На 30 март, по време на нападение на 8 американски самолета, получава сериозни повреди и ляга на грунта. На 5 април 1945 г. лекият крайцер „Кьолн“ е изваден от състава на флота, а на 2 май 1945 г. обломките на кораба са взривени. Корпусът е разкомплектован през 1946 г.

## Коментари
1. ↑  Според други данни на 30 април или 3 март.
2. ↑  Според други данни от британската авиация.
3. ↑  Всички данни са приведени по състояние към септември 1939 г.
4. ↑  Германските кораби при началото на тяхното строителство получават временни имена. За новите кораби се избират букви. Тези кораби, които трябва да заменят стари или загубени кораби получават приставката „Ерзац“ пред името на заменяемия кораб.
5. ↑  Префиксът „SMS“ е от на немски: Seiner Majestat Schiff (Кораб на Негово Величество).